# Акимов, Валентин Николаевич
Валентин Николаевич Акимов  (1903 — 24 марта 1955 года) — специалист в области электрооборудования самолётов, танков, автомобилей, автобусов, тракторов и мотоциклов, педагог, доцент кафедры «Электрооборудование самолетов и автомашин» Московского энергетического института.

## Биография
Валентин Николаевич Акимов родился в 1903 году. В 1931 году окончил Московский энергетический институт им. Молотова. Трудовую деятельность по специальности он начал на заводе АТЭ-1, проработав там 17 лет (с 1931 по 1948 гг.) и пройдя путь от инженера до начальника конструкторского бюро. Параллельно работал в институте им. Молотова инженером, затем доцентом на кафедре «Электрооборудование самолетов и автомобилей». С 1948 г. до конца жизни (1955 г.) он занимал должность директора НИИ Автоприборов.
В. Н. Акимов был специалистом по электрооборудованию самолетов, танков, автомобилей, автобусов, тракторов и мотоциклов. При его участии в институте были созданы новые конструкции элементов электрооборудования, внедренные в производство. Под руководством В. Н. Акимова было разработано электрооборудование автомобиля «Москвич», малогабаритные реле-регуляторы, обладающие большой износостойкостью и высокими эксплуатационными качествами. 
Работы ученого-практика открыли широкие перспективы применения переменного тока в автобусном, тракторном и мотоциклетном электрооборудовании. Благодаря его инициативе в производстве были освоены тракторные, мотоциклетные и автобусные генераторы переменного тока.
Разработанный им метод расчета электростартера и методика расчета потерь в обмотках вибрационного регулятора напряжения использовались в заводской практике.
В.Н. Акимов принимал участие в разработке электрооборудования танка Т-34.
Член партии КПСС с 1952 года, В. Н. Акимов дважды избирался депутатом Московского городского совета депутатов трудящихся.
Являясь автором целого ряда ценных печатных работ и доцентом кафедры «Электрооборудование самолетов и автомобилей» Московского энергетического института, В.Н. Акимов активно участвовал в подготовке специалистов и делился своим богатым опытом. Им создана учебная дисциплина: «Технология производства ЭСА» и разделы расчетного курса в части проектирования электрических систем пуска и реле-регуляторов.
За разработки в области автотракторного и танкового электрооборудования он награжден орденами «Трудового красного знамени», «Знак почета» и медалями.

## Награды
- Орден Трудового Красного Знамени — за разработки электрооборудования для дизелей и танков.
- Орден «Знак Почёта»